# 54 Александра
54 Alexandra је астероид главног астероидног појаса са пречником од приближно 165,75 km.
Афел астероида је на удаљености од 3,244 астрономских јединица (АЈ) од Сунца, а перихел на 2,177 АЈ.
Ексцентрицитет орбите износи 0,196, инклинација (нагиб) орбите у односу на раван еклиптике 11,807 степени, а орбитални период износи 1630,362 дана (4,463 године).
Апсолутна магнитуда астероида је 7,66 а геометријски албедо 0,055.
Астероид је откривен 10. септембра 1858. године. Открио га је Херман Мајер Саломон Голдшмит, a добио је име по немачком истраживачу Александру фон Хумболту.
Дана 17. маја 2008. године се десила окултација овог астероида са једва приметном звездом (магнитуда 8.5) и овај догађај је посматран и забележен на бројним локацијама у САД и Мексику. Као резултат добијене су приближне димензије астероида: 160 × 135 km (±1 km).